# Migración inversa
La migración inversa o reversa es un fenómeno de la migración de las aves. Aunque algunas aves grandes tales como los cisnes aprenden rutas migratorias guiados por sus padres, en la mayoría de las especies pequeñas, tales como las paseriformes, la ruta está programada genéticamente, y las aves jóvenes pueden orientarse de forma innata para navegar a sus áreas de invernación.
A veces esta programación funciona mal, y la joven ave, en su primer otoño, migra en una ruta opuesta 180° de la correcta. Esto es mostrado en el diagrama, donde el área de cría de una especie asiática hipotética se muestra en amarillo. La ruta correcta de migración a los territorios de invernación en sudeste de Asia se indica en rojo.
Si un ave se encamina en la dirección opuesta, mostrada por una flecha anaranjada, terminará en el occidente de Europa en vez de en el sudeste de Asia. Este es un mecanismo que lleva a aves tales como Phylloscopus proregulus (mosquitero de Pallas) a alejarse hacia atrás miles de kilómetros del lugar que deberían alcanzar. Keith Vinicombe sugirió que las aves del este del Lago Baikal en Siberia (circulado en blanco en el mapa) no pueden aparecer en el occidente de Europa porque las rutas de migración allí son demasiado norte-sur.
La mayoría de estas aves jóvenes perdidas perecen en territorios inapropiados para invernar, pero hay alguna evidencia de que unas pocas sobreviven, y lo mismo puede ocurrir que se reorientan en los inviernos venideros, o que vuelvan a la misma área equivocada.
Un artículo de James Gilroy y Alexander Lees en la revista British Birds de septiembre de 2003 sugirió que la desorientación ocurre en direcciones al azar, pero que la diferente supervivencia en las distintas direcciones combinada con la asimétrica en la cobertura de las observaciones llevan la distribución observada de aves errantes. Aunque la “migración reversa” ciertamente ocurre, y ha sido documentada en numerosas ocasiones, no justifica la aparición en Europa en otoño de errantes de Asia que invernan en el este de África, por ejemplo, o la rareza de muchas especies sureñas europeas en el Reino Unido cuando deberían estar invernando en África occidental.